# Смагин, Григорий Андреевич
Григорий Андреевич Смагин (4 февраля 1895 — 23 марта 1971) — советский военный врач, генерал-майор медицинской службы, участник Гражданской и Великой Отечественной войн.

## Биография
Григорий Андреевич Смагин родился 4 февраля 1895 года в городе Козлове (ныне — Мичуринск Тамбовской области). В 1914 году поступил в Военно-медицинскую академию, которую с отличие окончил в 1919 году. В 1919—1922 годах проходил службу в Рабоче-Крестьянской Красной Армии, участвовал в боях Гражданской войны на Южном фронте, будучи начальником эпидемического отряда, главным врачом полевого госпиталя, эвакоприёмника, начальником терапевтического отделения госпиталя. В 1922 году окончил курсы усовершенствования врачей при Военно-медицинской академии, после чего был уволен в запас. Будучи практикующим врачом-терапевтом, активно занимался научно-исследовательской деятельностью, ещё до войны опубликовал ряд научных работ, в том числе справочников и пособий. В 1941 году защитил докторскую диссертацию.
В июле 1941 года Смагин был призван в Военно-морской флот СССР и назначен исполняющим должность начальника отделения Таллинского военно-морского госпиталя. После эвакуации из осаждённого Таллина был направлен в Ленинград, где с ноября 1941 года занял должность главного токсиколога военно-морского госпиталя № 7 Балтийского флота. С августа 1942 года был терапевтом-консультантом, а с ноября того же года и вплоть до конца войны — флагманским терапевтом медико-санитарного отдела Балтийского флота. В тяжелейших условиях блокады проделал огромную работу по ликвидации последствий дистрофии и авитаминозов среди личного состава и жителей города. Став главным терапевтом флота, он сумел хорошо поставить терапевтическую помощь. Несмотря на чрезвычайную загруженность практической работой, продолжал активно заниматься научно-исследовательской работой по актуальным для флота и блокадного Ленинграда темам, обобщал опыт боевых действий, внедрял в медицинскую практику современные достижения медицины. Повседневно руководил подготовкой и консультацией молодых флотских врачей.
После окончания войны Смагин продолжил службу в Военно-морском флоте СССР. Преподавал в Военно-морской медицинской академии, которая в 1956 году была включена в состав Военно-медицинской академии имени С. М. Кирова. Был старшим преподавателем на кафедре госпитальной терапии, затем стал её заместителем начальника. В 1948—1950 годах возглавлял лечебно-профилактический факультет. В 1950 году основал кафедру госпитальной терапии № 2 и стал её первым начальником. В 1950—1956 годах по совместительству являлся главным терапевтом Военно-морского флота СССР. Продолжал активную научную деятельность. Будучи представителем физиологического направления в клинической медицине, активно исследовал вопросы военно-профессиональной патологии, гастроэнтерологии и кардиологии. Активно исследовал гипертоническую болезнь, нейроциркуляторную дистонию и нейроциркуляторный синдром. В общей сложности опубликовал около 80 научных работ, под его руководством были защищены 6 докторских и 11 кандидатских диссертаций. В марте 1967 года вышел в отставку. Умер 23 марта 1971 года, похоронен на Богословском кладбище Санкт-Петербурга.

## Награды
- Орден Красного Знамени (1 мая 1945 года);
- Орден Отечественной войны 2-й степени (26 декабря 1943 года);
- 2 ордена Красной Звезды (26 июня 1942 года, 30 апреля 1954 года);
- Медали «За боевые заслуги» (20 июня 1949 года), «За оборону Ленинграда», «За взятие Кёнигсберга» и другие медали.